# Carlo Buti
Carlo Giuseppe Eugenio Buti (Firenze, 14 novembre 1902 – Montelupo Fiorentino, 16 novembre 1963) è stato un cantante e attore italiano.

## Biografia
Nacque a Firenze in via Pisana 66/a, presso Porta San Frediano, il 14 novembre 1902, da Alfredo, fattorino del telegrafo, e da Evelina Pani. La famiglia era composta anche dal fratello maggiore Ezio, che seguì successivamente una sua strada di cantante, e dalla sorella Rina. Compì le scuole elementari e per motivi economici si adattò ai lavori di garzone di lattaio e di fornaio, di renaiolo sull'Arno e di orafo. Fin da giovane si fece apprezzare per la sua abilità nella tecnica dello stornello e, dopo essere stato incoraggiato a studiare canto dagli amici, frequentò brevemente la scuola di Raoul Frazzi (futuro maestro di artisti lirici come Armando Borgioli, Gino Bechi e Rolando Panerai).
Il 2 luglio 1928 si sposò con Paolina Richetta e, nello stesso anno, l'impresario del Cinema Apollo di Firenze gli propose una scrittura di dieci giorni, che accettò; il successo fu grande e, malgrado l'entusiasmo riscosso, non si decise ad abbandonare il suo modesto lavoro di orafo, che esercitò ancora per due anni, finché fu invitato dalla Società Anonima Stefano Pittaluga ad una tournée nei maggiori teatri italiani. Nel 1929 fu ascoltato dal maestro Tito Petralia, che nel 1930 gli fece incidere i primi dischi per la Edison Bell, e nel 1931 venne scritturato da Francesco Feola per la festa di Piedigrotta a Napoli, dove cantò due canzoni in lingua, Amici cari e Città canora, e due in napoletano, Destino 'e marenare e Famme campa' cu' tte. L'incontro con la melodia napoletana determinò una svolta nella sua carriera, permettendogli di pubblicare vari dischi di canzoni napoletane e di cominciare a farsi conoscere da un pubblico più vasto. Nel 1932 partecipò a Sanremo, cantando il brano "Adduormete cu mme"; è una delle poche registrazioni dove Buti usa uno stile più lirico. Nel 1934 decise di passare alla Columbia, una società di maggior distribuzione alla quale rimase legato fino al suo ritiro dalle scene, ottenendo il successo come protagonista del primo boom discografico della storia italiana con canzoni come Reginella campagnola, Scrivimi e Violino tzigano, grazie anche alla grande popolarità derivantegli dal fatto di essere il primo cantante lanciato dalla radio.

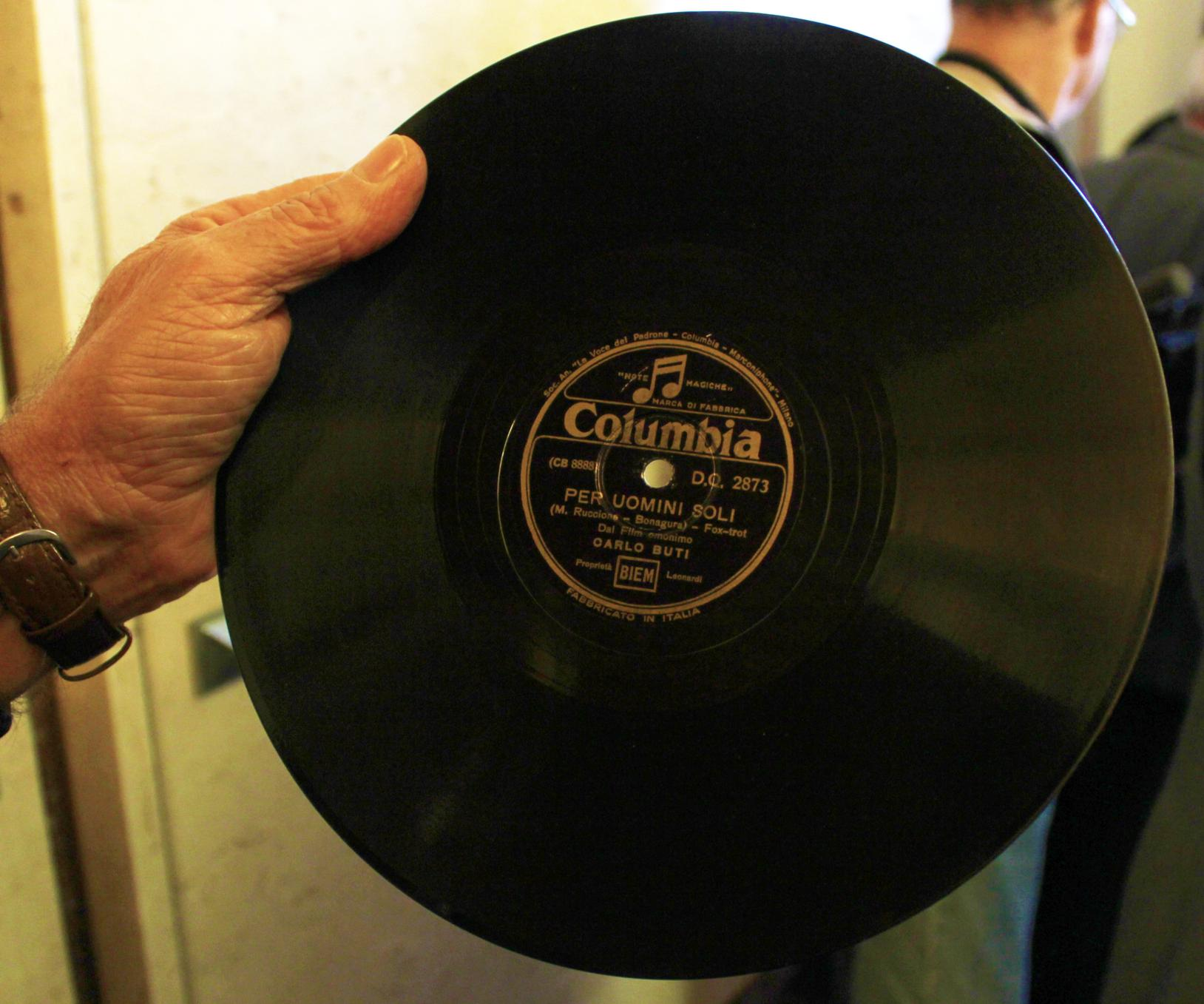
Disco di Carlo Buti Per uomini soli, un 78 giri del 1939, dal film omonimo

Dotato di un timbro tenorile molto bello, leggermente ingolato, ma denso, vellutato e sonoro, Buti, a differenza di molti cantanti dell'epoca, adottava uno stile maggiormente assimilabile alla canzone popolare, piuttosto che a quello della classica aria da opera lirica in voga al tempo; questo stile particolare, tuttavia, non solo non lo penalizzò, ma contribuì forse a determinare il suo grande successo. Nell'ottobre del 1937 sbarcò a New York per iniziare la sua prima tournée in America, venendo salutato come una stella e soprannominato la voce d'oro d'Italia. Debuttò al Teatro Roma di Broadway e, nel corso di un soggiorno di sei mesi, fece numerose apparizioni in altri teatri e in diverse trasmissioni radiofoniche, dove rese popolari persino i suoi stornelli. Anche il cinema cercò di sfruttare la diffusa popolarità di Buti, il quale, di ritorno dall'America, girò il film quasi autobiografico Per uomini soli, diretto da Guido Brignone, con Antonio Gandusio e Paola Barbara. Nel maggio del 1938 tornò negli Stati Uniti, dove compì una nuova tournée, durata fino al febbraio del 1939, con esiti trionfali nelle varie canzoni, in particolare in Donn'Ama'.
Nel 1946, dopo la guerra, fece la sua prima traversata transatlantica in Sud America, dove cantò principalmente in Brasile e in Argentina, debuttando al Casinò di Buenos Aires davanti a 240.000 spettatori. In quel periodo fu presente anche in varie trasmissioni radiofoniche, registrando per Radio Belgrano e divenendo ospite fisso della stazione radio argentina con il programma Hora de Italia. Fece ulteriori tour di concerti nel 1947 in Sud America, nel 1948 negli Stati Uniti (con un recital alla Carnegie Hall e al Manhattan Center), nel 1949 in Canada e nel 1953 nuovamente in Sud America. Il 24 ottobre dello stesso anno, dopo l'annullamento del precedente matrimonio, sposò a Milano con rito civile Paolina Rossi, in arte Lya, che aveva incontrato in teatro a Genova all'inizio degli anni trenta. Nonostante fosse ancora molto popolare, Buti diradò progressivamente gli impegni artistici, cantando ancora al Festival di Sanremo come ospite d'onore e rifiutando molte offerte giunte da ogni parte del mondo, complice l'avvento del rock and roll, che aveva iniziato a eclissare il suo stile più intimo.
Nel 1956 Carlo Buti terminò ufficialmente la sua lunga e prestigiosa carriera e nel 1959 si costruì una villa a Codilungo, sulle colline di Lastra a Signa. Successivamente si trasferì a Montelupo Fiorentino in via Salvemini 51, dove morì la mattina del 16 novembre 1963, all'età di 61 anni, stroncato dal morbo di Parkinson. Sull'abitazione è stata apposta una targa commemorativa. È sepolto in una cappella nel plesso del castello del cimitero locale.
Incise 1.574 canzoni dal 1930 al 1957, tra le quali si possono ricordare: Per uomini soli (dal film omonimo) Chitarratella (dal film Per uomini soli),  Reginella campagnola, Rondinella forestiera, Le rose rosse, Piccola Butterfly, Finestra chiusa, Mamma, Firenze sogna, Madonna fiorentina, Reginella, Cara piccina, Signora fortuna, Chitarra romana, l'Ave Maria di Schubert, romanze da salotto come Ideale di Tosti e Mattinata di Leoncavallo, e pezzi d'opera come Amor ti vieta da Fedora di Giordano e la Canzone di Arlecchino dai Pagliacci di Leoncavallo. Compose anche diversi brani, dei quali il più famoso è Primo amore, scritta nel 1932; tra gli altri, si ricordano: Canta per me, Serenata sconosciuta, Serenatella, Nostalgia fiorentina e Campagnola fiorentina.

## Cultura di massa
- A Carlo Buti è stata intitolata una strada nella capitale argentina, Buenos Aires, e una in quella uruguaiana, Montevideo.

## Discografia parziale

### Singoli
- 1930 - Bella signora/Come un sogno di un'ora (Edison Disc, M 954)
- 1930 - Mariù/Spagnolata (Edison Disc, M 955)
- 1930 - Addio gabbiolina/Mantones de Manilla (Edison Disc, M 957)
- 1930 - Così è così sia/Manuela (Edison Disc, M 958)
- 1930 - Aquila/È l'amor (Edison Disc, M 959)
- 1930 - Serenata a Marion/Mal d'amore (Edison Disc, M 960)
- 1930 - Chissà/Lylia (Edison Disc, M 961)
- 1931 - Come la neve/Canzone d'apache (Edison Disc, M 1651)
- 1931 - Città canora/Amici cari (Edison Disc, M 1652)
- 1931 - Rosa/Ma tu dormi Mary (Edison Disc, M 1658)
- 1931 - Adduormete cu mme/Famme campa' cu te (Edison Disc, M 1661)
- 1931 - Mara/Vele (Edison Disc, MR 1100)
- 1931 - Silena/Ti darò quel fiore (Edison Disc, MR 1101)
- 1931 - Dicitencello vuie/'A vela (Edison Disc, MR 1064)
- 1931 - Soli soli/Stornello amaro (Edison Disc, MR 1098)
- 1931 - Lanterna rossa/Tango della gelosia (Edison Disc, MR 1031)
- 1931 - Vorrei portarti ai sette cieli/Marilù (Edison Disc, MR 1032)
- 1931 - Lacrime/L'ultima tazza di thé (Edison Disc, MR 1037)
- 1932 - O Colombina!/Amor ti vieta (Edison Disc, MR 1034)
- 1932 - Granadinas/Princesita (Edison Disc, MR 1036)
- 1932 - Prumesse 'e femmena/Voce 'e chitarre (Edison Disc, M 1689)
- 1932 - Varca d'oro/Dimme addo' staje (Edison Disc, M 1690)
- 1932 - Canzone gondoliera/Campane (Edison Disc, M 1692)
- 1932 - Bambine/Rotaie (Edison Disc, M 1696)
- 1932 - Finestre/Arrivederci Mimì (Edison Disc, M 1698)
- 1932 - Donna/A Santa Lucia (Edison Disc, M 1699)
- 1932 - Fez/Caterinette (Edison Disc, M 1700)
- 1932 - Bombolo/L'edera (Edison Disc, M 1701)
- 1932 - Parlami d'amore Mariù/Tormento (Edison Disc, M 1729)
- 1932 - Rondini al nido/Ay, ay, ay (Edison Disc, M 1731)
- 1932 - Ogni amore... una canzone/Mamma sconosciuta (Edison Disc, M 1738)
- 1932 - Come fu?/Esperanza (Edison Disc, M 1739)
- 1932 - Primo amore/Nina se voi dormite (Edison Disc, M 1791)
- 1932 - Ricordati di me/Regina della pampa (Edison Disc, M 1794)
- 1933 - Valzer del cuore/Ciuffetto (Edison Disc, MR 1650)
- 1933 - Autunno senza amore/Strada bianca (Edison Disc, M 1799)
- 1934 - Calendimaggio/Era un bel giorno di maggio (Columbia, DQ 881)
- 1934 - Valzer delle ombre/L'ultimo convegno (Columbia, DQ 884)
- 1934 - Nun sia maje/Dimane... chi sa (Columbia, DQ 886)
- 1934 - Quando tu mi baci, Manola/No, non v'incipriate (Columbia, DQ 887)
- 1934 - Non ti riconosco più/Come un fiocco di neve (Columbia, DQ 888)
- 1934 - Signorinella/Canzone sbarazzina (Columbia, DQ 889)
- 1934 - Stornelli fiorentini parte I/Stornelli fiorentini parte II (Columbia, DQ 891)
- 1934 - Canzone d'amore/Napule bella mia (Columbia, DQ 892)
- 1934 - Dorme Surriento/Firenze (Columbia, DQ 893)
- 1934 - C'era 'na vorta Roma/Serenatella amara (Columbia, DQ 897)
- 1934 - Signora fortuna/Rondinella (Columbia, DQ 898)
- 1934 - Acqua santa/'A gelosia (Columbia, DQ 1022)
- 1934 - T'aggia scurda'/La fontana delle sirene (Columbia, DQ 1052)
- 1934 - Oggi canto per te/O Marita (Columbia, DQ 1144)
- 1934 - Primo amore/Autunno d'amore (Columbia, DQ 1157)
- 1934 - Stornelli fiorentini/Passione (Columbia, DQ 1163)
- 1934 - Mi redimo/Banane gialle (Columbia, DQ 1165)
- 1934 - Passione/Dimmi sempre t'amo (Columbia, DQ 1168)
- 1935 - Violino tzigano/Amore amaro (Columbia, DQ 1380)
- 1935 - Napule ca se ne va!/Chi siete? (Columbia, DQ 1411)
- 1935 - Resta con me/Faccetta nera (Columbia, DQ 1541)
- 1935 - Stornelli fiorentini/Stornelli tifosi (Columbia, DQ 1558)
- 17 settembre 1935 - Chitarra romana/Luna malinconica (Columbia, DQ 1611)
- 1935 - È caduta 'na stella/Turnammo a cantà (Columbia, DQ 1617)
- 1935 - Non ti scordar di me/Mille cherubini in coro (Columbia, DQ 1626)
- 1935 - Cara piccina/Reginella (Columbia, DQ 1634)
- 1935 - Faccetta nera/In Africa si va (Columbia, DQ 1693; solo lato A; lato B cantato da Giglio)
- 1936 - Ninna nanna azzurra/Carovane del Tigrai (Columbia, DQ 1772)
- 1936 - Un giorno ti dirò/Serenità (Columbia, DQ 1923)
- 1936 - Vivo per te/Serenata sincera (Columbia, DQ 1938)
- 1936 - Torna la serenata/Re di denari (Columbia, DQ 1956)
- 16 giugno 1936 - Chitarra innamorata/Culla vuota (Columbia, DQ 1957)
- 1936 - Serenata a Serenella/Se avessi un mandolino (Columbia, DQ 2147)
- 1936 - Sei tu Maria/Anima mia (Columbia, DQ 2148)
- 2 novembre 1936 - Torna piccina/Vivere (Columbia, DQ 2182)
- 1936 - Notte/Catene (Columbia, DQ 2256)
- 1936 - Tornerà/Villa Maria (Columbia, DQ 2257)
- 1936 - Signorinella mia/Tu sei la vita mia (Columbia, DQ 2280)
- 15 aprile 1937 - Nuovi stornelli fiorentini parte I/Nuovi stornelli fiorentini parte II (Columbia, DQ 2317)
- 8 marzo 1937 - L'hai voluto te/Non dimenticar le mie parole (Columbia, DQ 2341)
- 1937 - Sul Lungarno/In riva all'Arno (Columbia, DQ 2397)
- 1937 - Marcetta sentimentale/Destino mio (Columbia, DQ 2443)
- 1937 - Roselline/Torrente (Columbia, DQ 2454)
- 1937 - Tornerai/Piccola Butterfly (Columbia, DQ 2469)
- 1937 - Stornelli alla romana/La romanina (Columbia, DQ 2512)
- 21 febbraio 1938 - Ninna nanna della vita/Ti voglio tanto bene (Columbia, DQ 2600)
- 24 marzo 1938 - Porta un bacione a Firenze/Qualche filo bianco (Columbia, DQ 2628)
- 1938 - Ritornerò/Sbarazzina (Columbia, DQ 2699)
- 1938 - Paesanella mia/Lucia (Columbia, DQ 2700)
- 1938 - Parole al vento/Stornellata maliziosa (Columbia, DQ 2743)
- 1938 - 'Na sera 'e maggio/Comm'a 'na vota (Columbia, DQ 2744)
- 1938 - Cantiamoci sopra/Fazzoletti e zoccoletti (Columbia, DQ 2745)
- 1938 - Campagnola/Chitarratella (Columbia, DQ 2779)
- 1938 - Carovaniere/Suona chitarra (Columbia, DQ 2820)
- 1938 - Serenata del somarello/Finestra mia (Columbia, DQ 2821)
- 1938 - Lungarno vecchio/Maggio fiorentino (Columbia, DQ 2848)
- 1938 - Fiorin fiorello/Se tu mi lasci (Columbia, DQ 2854)
- 1939 - Reginella campagnola/Settembre ti dirà (Columbia, DQ 2860)
- 1939 - Per un bacin d'amor/Incantesimo (Columbia, DQ 2869)
- 1939 - Chitarrella/Per uomini soli (dall'omonimo film) (Columbia, DQ 2873)
- 1939 - Ideale/Non t'amo più (Columbia, DQ 2911)
- 1939 - Mattinata/Musica proibita (Columbia, DQ 2952)
- 1939 - La piccinina/Notte a Sorrento (Columbia, DQ 2971)
- 1939 - Stella alpina/Campane del villaggio (Columbia, DQ 2973)
- 1939 - Sulla carrozzella/Vorrei (nascondere quest'amore) (Columbia, DQ 2976)
- 1939 - Amor di pastorello/Fili d'oro (Columbia, DQ 2977)
- 1939 - Campane del villaggio/Ohilì, ohilè, ohilì, ohilà (Columbia, DQ 3023)
- 1939 - Vieni a Firenze/Firenze sogna (Columbia, DQ 3046)
- 1939 - Madonna/Forse mai più (Columbia, DQ 3047)
- 1940 - Biancaneve/Maria la O (Columbia, DQ 3101)
- 1940 - Madonna fiorentina/Fontanella (Columbia, DQ 3113)
- 1940 - La mia canzone al vento/Cuore diglielo anche tu... (Columbia, DQ 3125)
- 1940 - Rosamaria/Balcone antico (Columbia, DQ 3148)
- 1940 - Violetta/Terra lontana (Columbia, DQ 3367; lato A con Myriam Ferretti)
- 1940 - Voce di strada/Cantate con me (Columbia, DQ 3372)
- 1940 - Andremo a Marechiaro/C'è una chiesetta (Columbia, DQ 3292)
- 1940 - Serenata a chi mi pare/Villa Paradiso (Columbia, DQ 3411)
- 1940 - Serenata a Firenze/Ti do la buona notte (Columbia, DQ 3452)
- 1940 - Mamma/Se vuoi goder la vita (Columbia, DQ 3453)
- 1940 - Ti dirò/La fiaba di Biancastella (Columbia, DQ 3489)
- 1941 - Una chitarra nella notte/Cantando sotto la luna (Columbia, DQ 3511)
- 1941 - Addio Juna/T'ho vista piangere (Columbia, DQ 3523)
- 1941 - Primavera romana/Bruna, brunetta! (Columbia, DQ 3534)
- 1941 - La fontana sotto ai pini/Campane fiorentine (Columbia, DQ 3535)
- 1941 - Canterà... Faccetta nera/Camerata Richard (Columbia, DQ 3550)
- 1941 - Amapola/La paloma (Columbia, DQ 3598)
- 1941 - Luna marinara/Bambina (Columbia, DQ 3606)
- 1941 - Mattinata fiorentina/Quando Napoli cantava (Columbia, DQ 3624)
- 1941 - Piccola santa/T'ho sognata Rosaspina (Columbia, DQ 3625)
- 1941 - Serenatella sotto la luna/Stornellata all'antica (Columbia, DQ 3630)
- 1941 - Estrellita/Sì, voglio vivere ancor (Columbia, DQ 3640)
- 1941 - Valzer del buon umore/Cosa fa la famiglia Brambilla (senza la Balilla?) (Columbia, DQ 3641)
- 1942 - Voglio vivere così/Tu non mi lascerai (Columbia, DQ 3668)
- 1942 - Rosabella del Molise/Sobborgo (Columbia, DQ 3699)
- 1942 - Una notte a Venezia/L'ultima pagina (Columbia, DQ 3727)
- 1942 - Tu forse non lo sai/Canta ll'ammore (Columbia, DQ 3753)
- 1942 - Canzona appassiunata/Core 'ngrato (Columbia, D 13001)
- 1942 - 'O marenariello/Luna nova (Columbia, D 13002)
- 1942 - Chitarrata a chi sente/Mattinatella (Columbia, D 13039)
- 1943 - La strada del bosco/Soli, soli nella notte (Columbia, D 13073)
- 1943 - Serenata a Surriento/Tu, ca nun chiagne (Columbia, D 13146)
- 1943 - Santa Lucia/Mamma mia che vò sapé? (Columbia, D 13147)
- 1943 - Fenesta che lucive e mo' non luci/Addio mia bella Napoli (Columbia, D 13148)
- 1944 - Serenata delle serenate/Mamma Rosa (Columbia, D 13154)
- 1944 - Cascatella di bugie/Lontananza (Columbia, D 13155)
- 1945 - Canta Firenze/Campagnola fiorentina (Columbia, D 13183)
- 1945 - Che malaspina/Ammore busciardo (Columbia, D 13185)
- 1945 - Dove sta Zazà/Simmo 'e Napule... paisà (Columbia, D 13186)
- 1945 - Casetta tra i platani/Madonna degli angeli (Columbia, D 13210)
- 1945 - Tutt'e sere/Munasterio 'e Santa Chiara (Columbia, D 13212)
- 1945 - Madunnella/Quann'ero guaglione (Columbia, D 13215)
- 1945 - E canta ancora, napoletana/Il vagabondo delle stelle (Columbia, D 13216)
- 1945 - Vierno/Luna d'argento (Columbia, D 13217)
- 1945 - Catena/Dimme addo' staie (Columbia, D 13218)
- 1945 - Angiolina/Io t'ho incontrata a Napoli (Columbia, D 13232)
- 1945 - Sernatella a mamma/Mamma santa (Columbia, D 13243)
- 1945 - Serenatella per una rosa/Il pianino di Napoli (Columbia, D 13244)
- 1945 - Io t'ho incontrata a Napoli/Serenella (Columbia, D 13256)
- 1945 - Torna amore/Canto a Milano (Columbia, D 13268)
- 1946 - Serenatella proibita/Niente (Columbia, D 13293)
- 1946 - Se una stella in ciel cadrà/Fa una fischiatina (Columbia, D 13331)
- 1946 - Vecchio carillon. Se una stella in ciel cadrà/Felice io son (Columbia, D 13333)
- 1947 - Cobardia/Adios, Pampa mia!... (Columbia, CQ 1649)
- 1947 - Ho ritrovato Zazà/Napoli... e Maria (Columbia, CQ 1650)
- 1947 - Stornelletto dell'addio/Maggiolata fiorentina (Columbia, CQ 1675)
- 1947 - Facimmo cantà 'o core/Palomma 'e 'stu core (Columbia, CQ 1677)
- 1947 - Rosangela/Stornellata romana (Columbia, CQ 1689)
- 1947 - ...Ma quando pensi a Napoli/Stornellando alla toscana (Columbia, CQ 1699)
- 1947 - Stornello amaro/Primarosa (Columbia, CQ 1711)
- 1947 - Stornellacci alla butiana parte I/Stornellacci alla butiana parte II (Columbia, CQ 1771)
- 1948 - Serenata celeste/La ultima noche (Columbia, CQ 1784)
- 1948 - Se tu m'ami non so/Lucciole (Columbia, CQ 1791)
- 1948 - La vita è rosa/Verde luna (Columbia, CQ 1792)
- 1948 - Maria di Bahia/Vamos Chica (Columbia, CQ 1795)
- 1948 - Scalinatella/Marearena (Columbia, CQ 1798)
- 1948 - Bella di notte/Stasera alle nove (Columbia, CQ 1799)
- 1948 - Madonnina mia/Bocca bella (Columbia, CQ 1801)
- 1948 - Carruzzella 'e notte/Nun 'a penzo proprio cchiù (Columbia, CQ 1805)
- 1948 - Il valzer di signorinella/Nostalgia fiorentina (Columbia, CQ 1819)
- 1948 - Lo stornello del marinaro/Donde vas? (Columbia, CQ 1820)
- 1948 - Ave Maria/Serenata (Columbia, CQ 1842)
- 1949 - Vecchia Firenze/Viale angelico (Columbia, CQ 1973)
- 1949 - Angeli negri/Quando cantano gli angeli (Columbia, CQ 1974)
- 1949 - Come un fior/Solo con te (Columbia, CQ 1975)
- 1949 - Rumba all'italiana/Non è la samba (Columbia, CQ 1985)
- 1949 - Arcangelo Bottiglia/Vocca 'e rrose (Columbia, CQ 1986)
- 1949 - Malinconia di Capri/Ritorna amor (Columbia, CQ 1998)
- 1949 - Anella, anella/Fatte pittà (Columbia, CQ 1999)
- 1950 - Lo stornello del marinaro/Serenata celeste (Columbia, CQ 2050)
- 1950 - Geraldine/Storia d'un povero cuore (Columbia, CQ 2055)
- 1950 - La caccavella/Rosso di sera (Columbia, CQ 2056)
- 1950 - Stornellata di primavera I parte/Stornellata di primavera II parte (Columbia, CQ 2064)
- 1950 - Angelo/Desconsuelo (Columbia, CQ 2065)
- 1950 - Serenatella perduta/Lo zampognaro del Molise (Columbia, CQ 2066)
- 1950 - Canzone della strada/Pompa bel pompier (Columbia, CQ 2073)
- 1950 - Lasciamoci/Balconi di Napoli (Columbia, CQ 2074)
- 1950 - Rio de Janeiro/Tamátia (Columbia, CQ 2075)
- 1950 - Na casarella/Lasciami (Columbia, CQ 2076)
- 1950 - Vorrei piangere/Bolero (Columbia, CQ 2077)
- 1950 - Strade romane/Mariannì, Mariannì, Mariannina (Columbia, CQ 2078)
- 1950 - Hanno fatto il nido/La mia vita è un romanzo (Columbia, CQ 2079)
- 1951 - Serenata a nessuno/Oro di Napoli (Columbia, CQ 2169)
- 1951 - Ciliegi rosa/Chiesetta del Mississippi (Columbia, CQ 2170)
- 1951 - Zoccoletti/Sapevi di mentire (Columbia, CQ 2171)
- 1951 - Me so' mbriacato 'e sole/Brinneso! (Columbia, CQ 2174)
- 1951 - Notte a Marechiaro/Ai nostri monti... (Columbia, CQ 2175; lato B con Marisa Fiordaliso)
- 1951 - Cancello chiuso/Luna napoletana (Columbia, CQ 2198)
- 1951 - Gigolette/Mademoiselle de Paris (Columbia, CQ 2199)
- 1951 - Me voy pa'l pueblo/Samba alla fiorentina (Columbia, CQ 2200)
- 1951 - Luna rossa/Vecchio cuore (Columbia, CQ 2201)
- 1951 - Manuela/Addio, sogni di gloria!... (Columbia, CQ 2202)
- 1951 - La canzone del mare/Monello fiorentino (Columbia, CQ 2203)
- 1951 - Il vagabondo/Quando Milano cantava le serenate (Columbia, CQ 2246)
- 1951 - Malafemmena/Sole grigio (Columbia, CQ 2248)
- 1952 - Papaveri e papere/Perché le donne belle (Columbia, CQ 2322)
- 1952 - Madonna delle rose/Vola colomba (Columbia, CQ 2323)
- 1952 - Desiderio 'e sole/Li funtanelle (Columbia, CQ 2455)
- 25 ottobre 1952 - Sette lune/Con te ho vissuto una vita (Columbia, CQ 2463)
- 24 ottobre 1952 - Addio, signora!.../Cara piccina (Columbia, CQ 2464)
- 24 ottobre 1952 - Stornellata fiorentina/Le rose rosse (Columbia, CQ 2473)
- 1953 - Stornellini, stornelletti, stornellacci/Stornelli fiorentini (Columbia, SEDQ 502)
- 1953 - Stornelli fiorentini/Stornellando alla toscana/Stornellacci alla butiana (Columbia, SEDQ 619)
- 1953 - Lasciami cantare una canzone/La mamma che piange di più (Columbia, CQ 2499)
- 19 ottobre 1953 - L'ultimo amante/Rondinella forestiera (Columbia, CQ 2646)
- 1954 - Los gitanos/Pecché te scuorde 'e me (Columbia, CQ 2913)
- 1955 - Ci ciu ci (cantava un usignol)/Incantatella (Columbia, CQ 2954)
- 1955 - Canta Firenze/Firenze (Columbia, CQ 3177)
- 1956 - Chitarratella/Nostalgia fiorentina (Capitol Records, F 71020)
- 1957 - Ondamarina/Venezia mia (Columbia, QP 4021)

### Album
- 1956 - Stornelli fiorentini (Columbia, SEMQ 205)
- 1959 - Firenze sogna (Columbia, SEMQ 124)
- 1959 - Nostalgia d'amore (Columbia, SEMQ 123)
- 1984 - Carlo Buti

## Filmografia
- Napoli verde-blu, regia di Armando Fizzarotti (1935)
- Per uomini soli, regia di Guido Brignone (1938)

## Galleria d'immagini

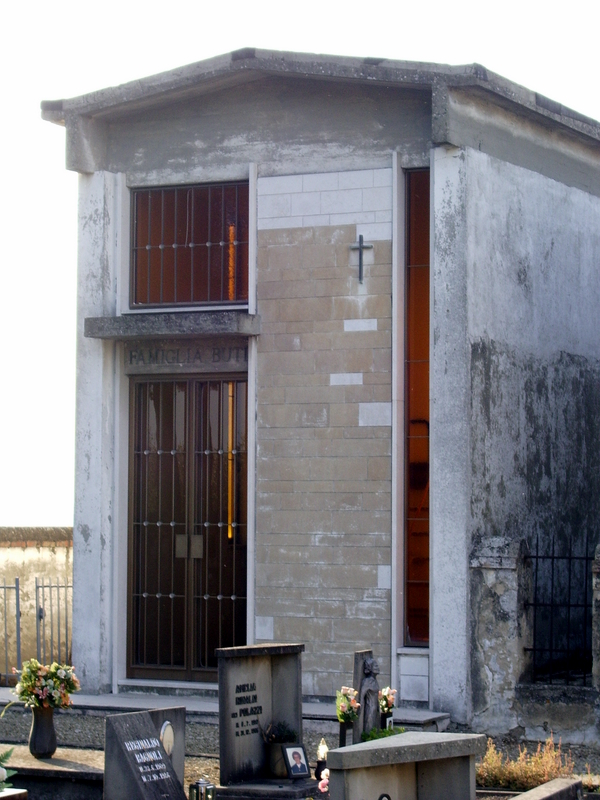
La cappella funeraria
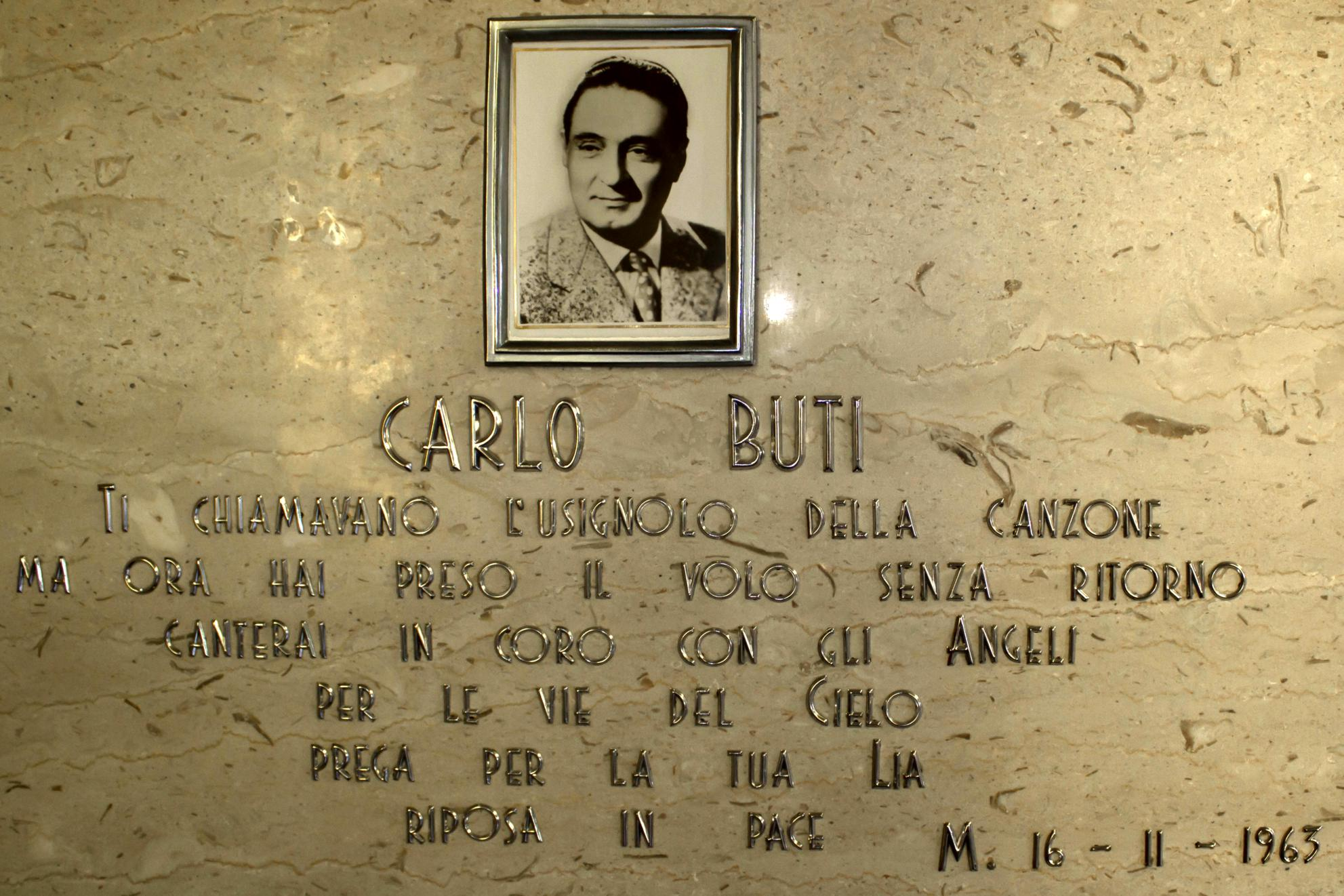
La tomba
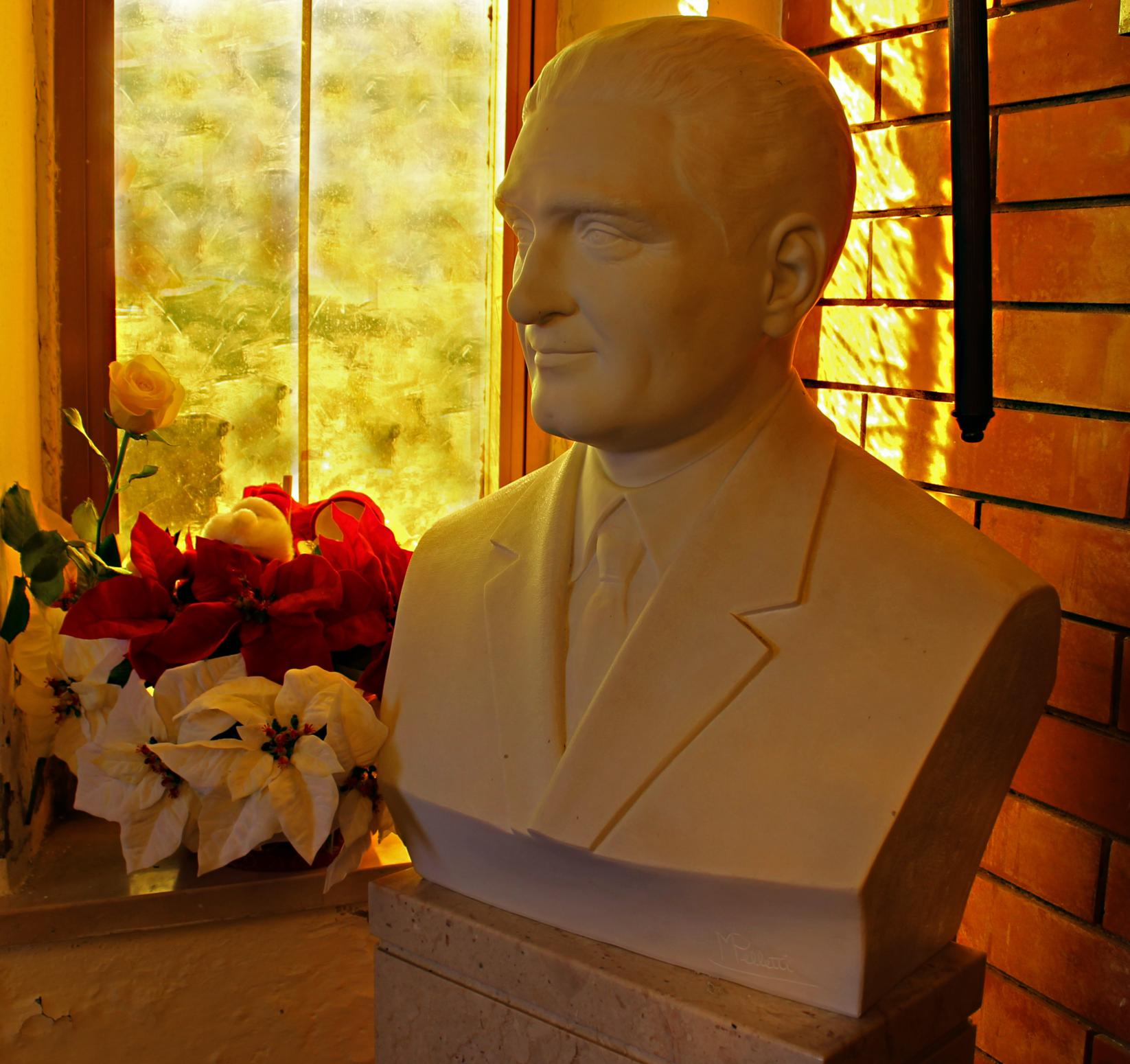
Il busto di Carlo Buti nella cappella mortuaria
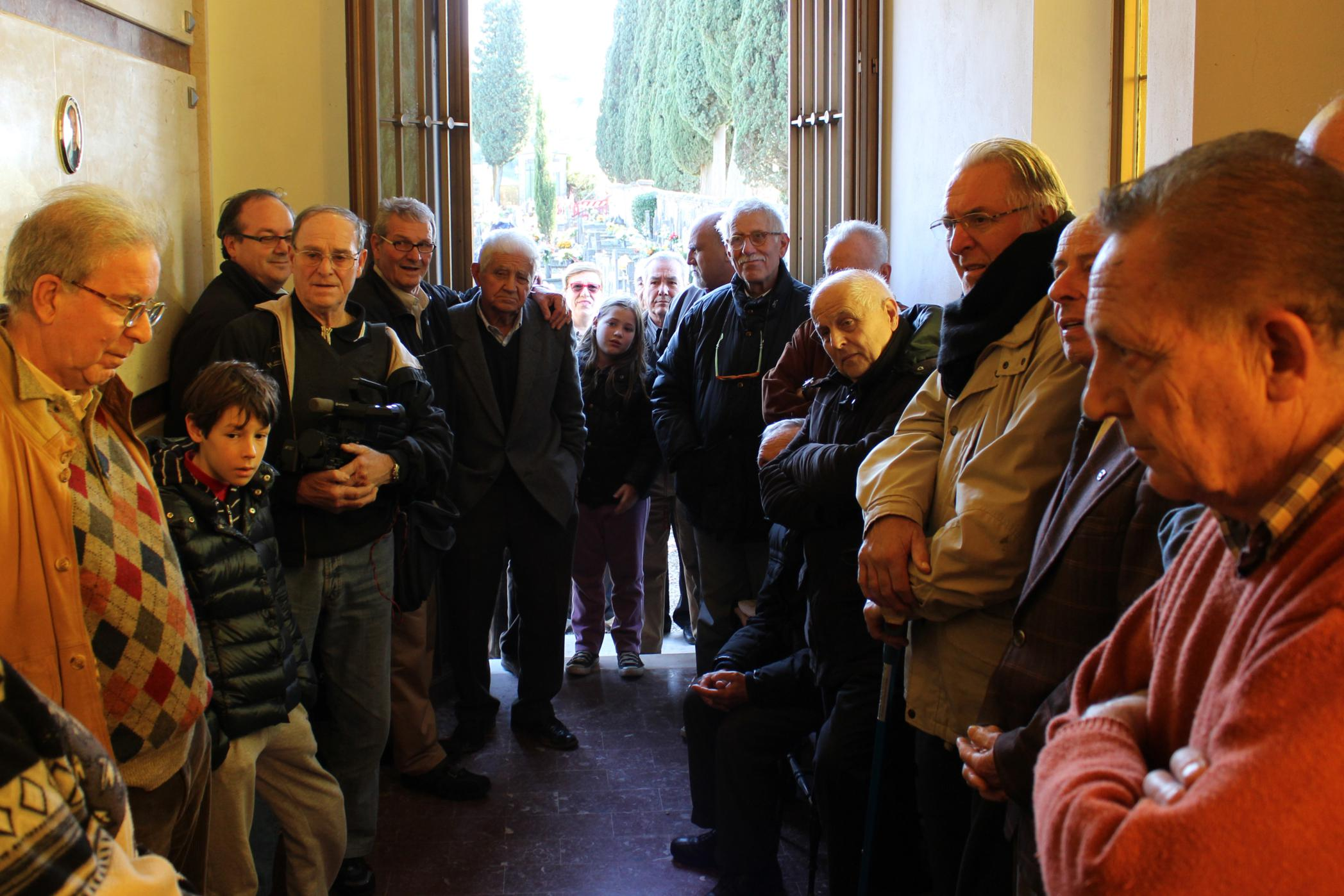
Ammiratori alla commemorazione per i 110 anni dalla nascita il 14 novembre 2012